# Francisco Cepeda (Radsportler)
Francisco „Paco“ Cepeda (* 8. März 1906 in Sopuerta, Bizkaia; † 14. Juli 1935 in Grenoble) war ein spanischer Radrennfahrer. Er war der erste Radsportler, der bei einer Tour de France tödlich verunglückte.

## Sportliche Laufbahn
Francisco Cepeda wuchs in einer gutbürgerlichen Familie mit fünf Geschwistern – vier Brüdern und einer Schwester – auf, anders als viele seiner späteren Konkurrenten, die oftmals aus wirtschaftlicher Not Berufsradsportler wurden. Mit dem Radsporttraining begann er als Jugendlicher, unter anderem indem er häufig mit dem Fahrrad in das rund 30 Kilometer entfernte Bilbao fuhr, um seine dort lebende Cousine Teresa zu besuchen. Ab 1925 fuhr er Radrennen, war aber vier Jahre lang gleichzeitig in seinem Heimatort als städtischer Friedensrichter tätig, bis er sich 1929 endgültig für den Radsport entschied. Insgesamt gewann er während seiner Laufbahn 22 Rennen, die meisten davon lokale und regionale Wettbewerbe.
Cepedas größte Erfolge waren die Siege 1925 und 1929 beim Circuito de Getxo, 1926 wurde er Vierter der Kantabrien-Rundfahrt, 1929 gewann er die Vuelta a Alava und den Gran Premio Pascuas. 1926 und 1927 wurde er baskischer Straßenmeister und 1927 Dritter der spanischen Straßenmeisterschaft. Vier Mal startete er bei der Tour de France, ein Mal bei der Vuelta a España. 1930 wurde er als Mitglied einer spanischen Nationalmannschaft 27. der Tour und war damit erster Spanier und zugleich erster Baske, der die Tour zu Ende fuhr. Bei der Tour-Austragung 1931 war er als einziger Spanier dabei. Dabei erlitt er eine Sepsis und musste als Radsportler vorübergehend pausieren. 1933 wurde er bei der Tour nach der ersten Etappe wegen Zeitüberschreitung disqualifiziert. 1935 belegte er Platz 17 in der Gesamtwertung der ersten Austragung der Vuelta a España.
1935 startete Cepeda – wegen seiner dunklen Gesichtsfarbe El Negro genannt – erneut bei der Tour de France; sein Vater hatte versucht, ihn davon abzubringen, während ihn seine Brüder in seinen Ambitionen unterstützten. Am 11. Juli, auf der siebten Etappe von Aix-les-Bains nach Grenoble, stürzte er bei der Abfahrt vom Col du Galibier, in der Nähe von Le Bourg-d’Oisans. Zum Hergang des Unfalls gibt es mehrere Versionen: Nach einer Darstellung lag er soweit zurück, dass sich weder andere Fahrer noch Offizielle in der Nähe befanden, so dass der Hergang des Sturzes ungeklärt sei. Schließlich soll ein Rennkommissär Cepeda zufällig in einem Straßengraben oder einer Schlucht gefunden haben. Gemäß einer anderen Version war der italienische Fahrer Adriano Vignoli an dem Sturz beteiligt, und Zuschauer hätten versucht, Cepeda wieder aufs Rad zu setzen, bis er wenige Meter weiter zusammenbrach. Zeugen gaben zudem an, ein roter Wagen der Tourkarawane habe den Sturz verursacht, andere widersprachen dieser Darstellung. Mit einem Schädelbasisbruch wurde Cepeda nach Grenoble in ein Krankenhaus gebracht, wo er drei Tage später im Beisein seines Bruders Gerardo starb.
Da der Körper von Cepeda weitere Verletzungen aufwies, darunter Hämatome an Armen und Beinen, wurde ein Ermittlungsverfahren wegen Totschlags eingeleitet, das aber ohne Ergebnis blieb. Es wurden Vermutungen laut, die von der Tourorganisation bereitgestellten, neuartigen Duraluminium-Felgen, die sich stark erhitzten, seien ungeeignet gewesen und hätten Cepedas Unfall verursacht. Aus diesem Grund habe die Tourleitung die wahren Umstände von Cepedas Tod verschleiert. Während etwa in der Radsportzeitschrift L’Auto, die die Tour organisierte, ausführlich über die Aufgabe des auf Platz zwei liegenden Antonin Magne, der von einem Begleitwagen angefahren worden war, berichtet wurde, erwähnte sie den Unfall von Cepeda nur kurz auf hinteren Seiten.
Francisco Cepeda wurde in seinem spanischen Heimatort beerdigt. Ein kleines Denkmal im Ortsteil La Baluga sowie das Junioren-Radrennen Memorial Paco Cepeda, das 2012 zum 23. Mal ausgetragen wurde, erinnern dort an ihn. Er war der erste Radsportler, der bei einer Tour de France im Rennen tödlich verunglückte. Schon 1910 war der Rennfahrer Adolphe Hélière während einer Tour de France ums Leben gekommen, allerdings ertrank er an einem Ruhetag vor Nizza im Mittelmeer. 1967 kam Tom Simpson und 1995 Fabio Casartelli bei der Tour ums Leben.

## Erfolge
1925
- Circuito de Getxo

1929
- Vuelta a Alava
- Circuito de Getxo

## Grand-Tour-Platzierungen
| Grand Tour            | 1930 | 1931 | 1932 | 1933 | 1934 | 1935 |
| --------------------- | ---- | ---- | ---- | ---- | ---- | ---- |
| Vuelta a EspañaVuelta | –    | –    | –    | –    | –    | 17   |
| Giro d’ItaliaGiro     | –    | –    | –    | –    | –    | –    |
| Tour de FranceTour    | 27   | DNF  | –    | DNF  | –    | DNF  |

## Teams
- 1925 Sopuertas Sport
- 1925 Benjamin
- 1926 Benjamin
- 1926 Atletico Club Bilbao
- 1927 Areli
- 1927 Aracil
- 1927 Atletico Club Bilbao
- 1928 Arenas Club Guecho
- 1928 Dilecta-Wolber
- 1929 Dilecta-Wolber
- 1929 S.C. Bilbaina
- 1930 U.C. Vitoriana
- 1931 S.C. Bilbaina
- 1932 G.A.C.
- 1932 S.C. Bilbaina
- 1933 S.C. Bilbaina
- 1934 Orbea
- 1935 Orbea